# Peter Artner
Peter Artner (Vienna, 20 maggio 1966) è un ex calciatore austriaco, di ruolo difensore.

## Statistiche

### Cronologia presenze e reti in nazionale
| Cronologia completa delle presenze e delle reti in nazionale ― Austria | Cronologia completa delle presenze e delle reti in nazionale ― Austria | Cronologia completa delle presenze e delle reti in nazionale ― Austria | Cronologia completa delle presenze e delle reti in nazionale ― Austria | Cronologia completa delle presenze e delle reti in nazionale ― Austria | Cronologia completa delle presenze e delle reti in nazionale ― Austria | Cronologia completa delle presenze e delle reti in nazionale ― Austria | Cronologia completa delle presenze e delle reti in nazionale ― Austria |
| Data                                                                   | Città                                                                  | In casa                                                                | Risultato                                                              | Ospiti                                                                 | Competizione                                                           | Reti                                                                   | Note                                                                   |
| ---------------------------------------------------------------------- | ---------------------------------------------------------------------- | ---------------------------------------------------------------------- | ---------------------------------------------------------------------- | ---------------------------------------------------------------------- | ---------------------------------------------------------------------- | ---------------------------------------------------------------------- | ---------------------------------------------------------------------- |
| 18-11-1987                                                             | Vienna                                                                 | Austria                                                                | 0 – 0                                                                  | Romania                                                                | Qual. Euro 1988                                                        | -                                                                      |                                                                        |
| 5-2-1988                                                               | Monaco                                                                 | Svizzera                                                               | 2 – 1                                                                  | Austria                                                                | Amichevole                                                             | -                                                                      | 70’                                                                    |
| 6-4-1988                                                               | Il Pireo                                                               | Grecia                                                                 | 2 – 2                                                                  | Austria                                                                | Amichevole                                                             | -                                                                      |                                                                        |
| 27-4-1988                                                              | Vienna                                                                 | Austria                                                                | 1 – 0                                                                  | Danimarca                                                              | Amichevole                                                             | -                                                                      | 82’                                                                    |
| 17-5-1988                                                              | Budapest                                                               | Ungheria                                                               | 0 – 4                                                                  | Austria                                                                | Amichevole                                                             | -                                                                      |                                                                        |
| 3-8-1988                                                               | Vienna                                                                 | Austria                                                                | 0 – 2                                                                  | Brasile                                                                | Amichevole                                                             | -                                                                      | 46’                                                                    |
| 31-8-1988                                                              | Linz                                                                   | Austria                                                                | 0 – 0                                                                  | Ungheria                                                               | Amichevole                                                             | -                                                                      |                                                                        |
| 20-9-1988                                                              | Praga                                                                  | Cecoslovacchia                                                         | 4 – 2                                                                  | Austria                                                                | Amichevole                                                             | -                                                                      | 23’                                                                    |
| 19-10-1988                                                             | Kiev                                                                   | Unione Sovietica                                                       | 2 – 0                                                                  | Austria                                                                | Qual. Mondiali 1990                                                    | -                                                                      | 57’                                                                    |
| 2-11-1988                                                              | Vienna                                                                 | Austria                                                                | 3 – 2                                                                  | Turchia                                                                | Qual. Mondiali 1990                                                    | -                                                                      |                                                                        |
| 20-5-1989                                                              | Lipsia                                                                 | Germania Est                                                           | 1 – 1                                                                  | Austria                                                                | Qual. Mondiali 1990                                                    | -                                                                      |                                                                        |
| 14-6-1989                                                              | Reykjavík                                                              | Islanda                                                                | 0 – 0                                                                  | Austria                                                                | Qual. Mondiali 1990                                                    | -                                                                      |                                                                        |
| 6-9-1989                                                               | Vienna                                                                 | Austria                                                                | 0 – 0                                                                  | Unione Sovietica                                                       | Qual. Mondiali 1990                                                    | -                                                                      |                                                                        |
| 4-10-1989                                                              | Ta' Qali                                                               | Malta                                                                  | 1 – 2                                                                  | Austria                                                                | Amichevole                                                             | -                                                                      | 46’                                                                    |
| 25-10-1989                                                             | Istanbul                                                               | Turchia                                                                | 3 – 0                                                                  | Austria                                                                | Qual. Mondiali 1990                                                    | -                                                                      | 46’                                                                    |
| 15-11-1989                                                             | Vienna                                                                 | Austria                                                                | 3 – 0                                                                  | Germania Est                                                           | Qual. Mondiali 1990                                                    | -                                                                      |                                                                        |
| 28-2-1990                                                              | Il Cairo                                                               | Egitto                                                                 | 0 – 0                                                                  | Austria                                                                | Amichevole                                                             | -                                                                      |                                                                        |
| 28-3-1990                                                              | Malaga                                                                 | Spagna                                                                 | 2 – 3                                                                  | Austria                                                                | Amichevole                                                             | -                                                                      |                                                                        |
| 11-4-1990                                                              | Salisburgo                                                             | Austria                                                                | 3 – 0                                                                  | Ungheria                                                               | Amichevole                                                             | 1                                                                      |                                                                        |
| 3-5-1990                                                               | Vienna                                                                 | Austria                                                                | 1 – 1                                                                  | Argentina                                                              | Amichevole                                                             | -                                                                      | 65’                                                                    |
| 30-5-1990                                                              | Vienna                                                                 | Austria                                                                | 3 – 2                                                                  | Paesi Bassi                                                            | Amichevole                                                             | -                                                                      | 34’                                                                    |
| 9-6-1990                                                               | Roma                                                                   | Italia                                                                 | 1 – 0                                                                  | Austria                                                                | Mondiali 1990 - 1º turno                                               | -                                                                      | 61’                                                                    |
| 19-6-1990                                                              | Firenze                                                                | Austria                                                                | 2 – 1                                                                  | Stati Uniti                                                            | Mondiali 1990 - 1º turno                                               | -                                                                      | 34’                                                                    |
| 31-10-1990                                                             | Belgrado                                                               | Jugoslavia                                                             | 4 – 1                                                                  | Austria                                                                | Qual. Euro 1992                                                        | -                                                                      |                                                                        |
| 14-11-1990                                                             | Vienna                                                                 | Austria                                                                | 0 – 0                                                                  | Irlanda del Nord                                                       | Qual. Euro 1992                                                        | -                                                                      |                                                                        |
| 17-4-1991                                                              | Vienna                                                                 | Austria                                                                | 0 – 0                                                                  | Norvegia                                                               | Amichevole                                                             | -                                                                      | 17’                                                                    |
| 1-5-1991                                                               | Solna                                                                  | Svezia                                                                 | 6 – 0                                                                  | Austria                                                                | Amichevole                                                             | -                                                                      | 63’                                                                    |
| 4-9-1991                                                               | Porto                                                                  | Portogallo                                                             | 1 – 1                                                                  | Austria                                                                | Amichevole                                                             | -                                                                      |                                                                        |
| 9-10-1991                                                              | Vienna                                                                 | Austria                                                                | 0 – 3                                                                  | Danimarca                                                              | Qual. Euro 1992                                                        | -                                                                      |                                                                        |
| 16-10-1991                                                             | Belfast                                                                | Irlanda del Nord                                                       | 2 – 1                                                                  | Austria                                                                | Qual. Euro 1992                                                        | -                                                                      |                                                                        |
| 13-11-1991                                                             | Vienna                                                                 | Austria                                                                | 0 – 2                                                                  | Jugoslavia                                                             | Qual. Euro 1992                                                        | -                                                                      |                                                                        |
| 25-3-1992                                                              | Budapest                                                               | Ungheria                                                               | 2 – 1                                                                  | Austria                                                                | Amichevole                                                             | -                                                                      | 75’                                                                    |
| 14-4-1992                                                              | Vienna                                                                 | Austria                                                                | 4 – 0                                                                  | Lituania                                                               | Amichevole                                                             | -                                                                      |                                                                        |
| 19-5-1992                                                              | Salisburgo                                                             | Austria                                                                | 2 – 4                                                                  | Polonia                                                                | Amichevole                                                             | -                                                                      | 64’                                                                    |
| 27-5-1992                                                              | Sittard                                                                | Paesi Bassi                                                            | 3 – 2                                                                  | Austria                                                                | Amichevole                                                             | -                                                                      | 46’                                                                    |
| 19-8-1992                                                              | Bratislava                                                             | Cecoslovacchia                                                         | 2 – 2                                                                  | Austria                                                                | Amichevole                                                             | -                                                                      | 58’                                                                    |
| 2-9-1992                                                               | Linz                                                                   | Austria                                                                | 1 – 1                                                                  | Portogallo                                                             | Amichevole                                                             | -                                                                      |                                                                        |
| 14-10-1992                                                             | Parigi                                                                 | Francia                                                                | 2 – 0                                                                  | Austria                                                                | Qual. Mondiali 1994                                                    | -                                                                      | 85’                                                                    |
| 28-10-1992                                                             | Vienna                                                                 | Austria                                                                | 5 – 2                                                                  | Israele                                                                | Qual. Mondiali 1994                                                    | -                                                                      |                                                                        |
| 18-11-1992                                                             | Norimberga                                                             | Germania                                                               | 0 – 0                                                                  | Austria                                                                | Amichevole                                                             | -                                                                      | 73’                                                                    |
| 27-3-1993                                                              | Vienna                                                                 | Austria                                                                | 0 – 1                                                                  | Francia                                                                | Qual. Mondiali 1994                                                    | -                                                                      | 73’                                                                    |
| 13-5-1993                                                              | Turku                                                                  | Finlandia                                                              | 3 – 1                                                                  | Austria                                                                | Qual. Mondiali 1994                                                    | -                                                                      |                                                                        |
| 19-5-1993                                                              | Solna                                                                  | Svezia                                                                 | 1 – 0                                                                  | Austria                                                                | Qual. Mondiali 1994                                                    | -                                                                      |                                                                        |
| 25-8-1993                                                              | Vienna                                                                 | Austria                                                                | 3 – 0                                                                  | Finlandia                                                              | Qual. Mondiali 1994                                                    | -                                                                      |                                                                        |
| 13-10-1993                                                             | Sofia                                                                  | Bulgaria                                                               | 4 – 1                                                                  | Austria                                                                | Qual. Mondiali 1994                                                    | -                                                                      |                                                                        |
| 27-10-1993                                                             | Tel Aviv                                                               | Israele                                                                | 1 – 1                                                                  | Austria                                                                | Qual. Mondiali 1994                                                    | -                                                                      |                                                                        |
| 10-11-1993                                                             | Vienna                                                                 | Austria                                                                | 1 – 1                                                                  | Svezia                                                                 | Qual. Mondiali 1994                                                    | -                                                                      |                                                                        |
| 17-5-1994                                                              | Katowice                                                               | Polonia                                                                | 3 – 4                                                                  | Austria                                                                | Amichevole                                                             | -                                                                      |                                                                        |
| 2-6-1994                                                               | Vienna                                                                 | Austria                                                                | 1 – 5                                                                  | Germania                                                               | Amichevole                                                             | -                                                                      | 64’                                                                    |
| 12-10-1994                                                             | Vienna                                                                 | Austria                                                                | 1 – 2                                                                  | Irlanda del Nord                                                       | Qual. Euro 1996                                                        | -                                                                      | 38’                                                                    |
| 13-11-1994                                                             | Lisbona                                                                | Portogallo                                                             | 1 – 0                                                                  | Austria                                                                | Qual. Euro 1996                                                        | -                                                                      |                                                                        |
| 29-3-1995                                                              | Salisburgo                                                             | Austria                                                                | 5 – 0                                                                  | Lettonia                                                               | Qual. Euro 1996                                                        | -                                                                      | 75’                                                                    |
| 26-4-1995                                                              | Salisburgo                                                             | Austria                                                                | 7 – 0                                                                  | Liechtenstein                                                          | Qual. Euro 1996                                                        | -                                                                      |                                                                        |
| 24-4-1996                                                              | Budapest                                                               | Ungheria                                                               | 0 – 2                                                                  | Austria                                                                | Amichevole                                                             | -                                                                      | 46’                                                                    |
| 29-5-1996                                                              | Salisburgo                                                             | Austria                                                                | 1 – 0                                                                  | Rep. Ceca                                                              | Amichevole                                                             | -                                                                      | 63’                                                                    |
| Totale                                                                 |                                                                        | Presenze                                                               | 55                                                                     |                                                                        | Reti                                                                   | 1                                                                      |                                                                        |

## Palmarès
- Campionato austriaco: 2

Salisburgo: 1993-1994, 1994-1995
- Coppa d'Austria: 1

Austria Vienna: 1985-1986
- Supercoppa d'Austria: 2

Salisburgo: 1994, 1995